# 定兴镇
定兴镇，是中华人民共和国河北省保定市定兴县下辖的一个乡镇级行政单位。

## 行政区划
定兴镇下辖以下地区：
四街社区、三街社区、二街社区、一街社区、迎宾社区、国泰社区、昌盛社区、育才社区、繁兴社区、新华社区、慈云阁社区、东关村、西关村、南关村、北关村、周家庄村、三家疃村、郝家庄村、魏家庄村、肖皮庄村、东石桥村、西石桥村、两合庄村、大沟村、韩家庄村、北祖村店村、南祖村店村、南辛告村、东辛告村、西辛告村、永兴庄村、侯村营村、北侯村、南侯村、西城村、郝家坊村、北肖庄村、南肖庄村、新庄村、小店村、杜家庄村、加会庄村、小北头村、沟头村、李家庄村、庞各庄村、塔头村、车站村和后所营村。

## 交通
- 京广铁路：定兴站